# Indios de Ciudad Juárez (basquete)
O Indios de Ciudad Juárez é um clube profissional de basquetebol situada na cidade de Ciudad Juárez, Chihuahua, México que disputa atualmente a LNBP. Manda seus jogos no Gimnasio Josué Neri Santos com capacidade de 8.000 espectadores.